# Ptychamalia brunneata
Ptychamalia brunneata là một loài bướm đêm trong họ Geometridae.